# Стоян Ников
Стоян Донев Ников е български революционер, деец на Вътрешната македоно-одринска революционна организация и Вътрешната македонска революционна организация.

## Биография
Роден е в 1873 година в костурското село Мокрени, тогава в Османската империя, днес Варико, Гърция. Влиза във ВМОРО още в 1894 година, покръстен от Никола Андреев, и действа като легален деец, като пренася оръжие от Гърция. През лятото на 1903 година взима участие в Илинденско-Преображенското въстание, като навлиза в Македония от София с голямата чета на Христо Чернопеев и Кирил Пърличев, заедно с мокренците Стефан Тасев, Димитър Стоянов и Дини Андреев, брат на Никола Андреев. Сражава се при Голак, Китка и Султан тепе, където загива Дини Андреев.
След Илинденско-Преображенското въстание продължава да подкрепя революционната организация или както сам пише, „винаги съм се интересувал за националните въпроси и свободата на Македония и присъединението към майката отечество България“.
На 20 февруари 1943 година, като жител на София, подава молба за българска народна пенсия, която е одобрена и пенсията е отпусната от Министерския съвет на Царство България.